# علي طالب (رسام)
علي طالب (مواليد 1944 في البصرة ) هو رسام عراقي اشتهر بأعماله التجريدية.

## حياته
ولد علي طالب في البصرة عام 1944. أكمل دراسته الإبتدائية والثانوية فيها، بعدها قرر أن ينتقل الى بغداد ليكمل دراسته الجامعية، درس في قسم الرسم في أكاديمية الفنون الجميلة ببغداد، حصل على شهادة البكالوريوس في الرسم عام 1966، والذي كان يعتبر من أوائل الخريجي منها، بعدها قرر العودة الى مدينته البصرة لفترة قصيرة في الستينيات، لكنه في نهاية المطاف استقر في بغداد، التي كانت في ذلك الوقت تمتلك مشهد فني مزدهر. أصبح جزءًا من مجموعة من الفنانين والمثقفين الذين "حددوا الفنون العراقية" في الستينيات إلى جانب فنانين أمثال عامر العبيدي وصالح الجميعي وسلمان عباس وطالب مكي ونداء كاظم وفائق حسين. درس التصميم الجرافيكي في جامعة حلوان بالقاهرة، وحصل على درجة الماجستير في الآداب عام 1980. غادر العراق في عام 1991 متجهاً إلى عمان ليعمل أستاذاً للفنون الجميلة في جامعة اليرموك بين 1991-1997.

## عضوية ومناصب
- شغل منصب محاضر في معهد الفنون الجميلة في قسم الرسم طوال فترة السبعينيات.[6]
- عضو مؤسس لمنظمة المبدعين التي تأسست عام 1965.[7][8]
- مجموعة من الفنانين الشباب الذين أرادوا النهوض بالفن العراقي من خلال استخدام وسائل الإعلام الجديدة والأساليب الجديدة. غالبًا ما اعتبر الفنانون في هذه المجموعة الحرب والصراع موضوعاتهم.
- أسس مجموعة فنية جديدة عُرفت باسم مجموعة الظل.[9]
- عضو في مجموعة الرؤية الجديدة التي انضم إليها بعد سنوات قليلة من تشكيلها في عام 1968.[10]